# Kíltovo
Kíltovo (en rus: Кылтово) és un poble (un possiólok) de la República de Komi, a Rússia, segons el cens del 2010 tenia 42 habitants.